# Elena Poniatowska
Elena Poniatowska (vlastním jménem Hélène Elizabeth Louise Amélie Paula Dolores Poniatowska, * 19. května 1932) je významná mexická spisovatelka a novinářka, držitelka Cervantesovy ceny za rok 2013.

## Publikační činnost

### České překlady
- Poniatowska, E. Drahý Diego, objímá Tě Quiela. 1. vyd. Praha: Práh, 2007. 70 S. ISBN 978-80-7252-194-4. (Překlad: Anna Tkáčová)
- Poniatowska, E. Ztřeštěná sedma : portréty mexických umělkyň. 1. vyd. Praha: One Women Press, 2004. 229 S. ISBN 80-86356-33-7. (Překlad: Anna Tkáčová, překlad básní: Miloslav Uličný)

## Fotogalerie

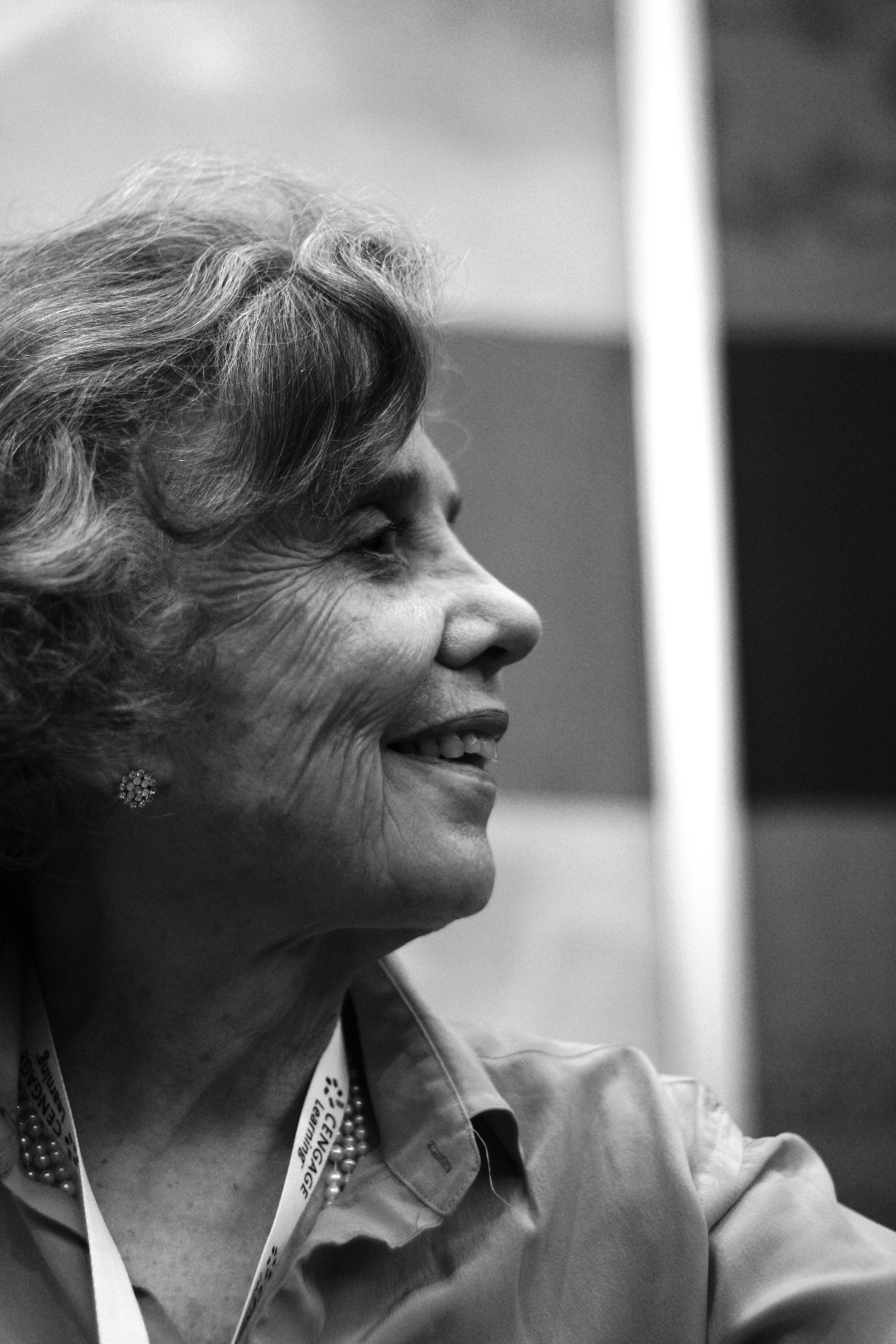
Spisovatelka Elena Poniatowska
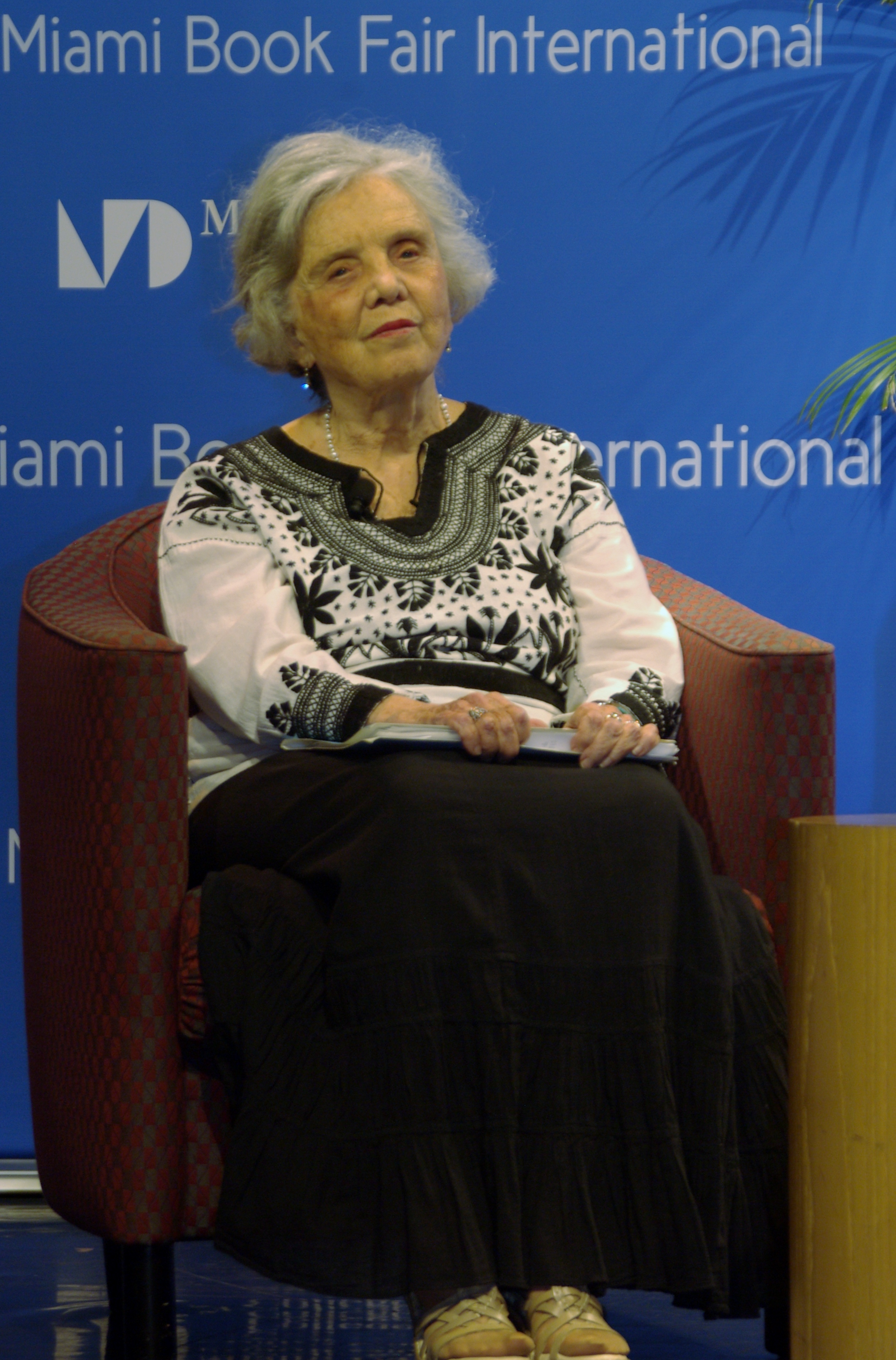
Spisovatelka Elena Poniatowska
- Výslovnost jejího jména